# Percy Liza
Carlos Percy Liza Espinoza (Chimbote, 10 de abril de 2000) es un futbolista peruano. Juega como delantero y su equipo actual es el Foot Ball Club Melgar de la Liga 1 del Perú. Es internacional con la selección peruana desde 2022.
Hizo su debut oficial con Sporting Cristal a los 18 años, en abril de 2019.  Al año siguiente se estableció como jugador fundamental para el club obteniendo su primer título como profesional en la temporada 2020.Siguió una temporada más, en la que Liza alcanzó a ganar el Torneo Apertura, Copa Bicentenario y se proclamaría subcampeón del torneo.

## Trayectoria

### Club Sporting Cristal

#### Primeros años (2019-2021)
A inicios de abril de 2019 Liza firmó su primer contrato profesional con el club para dos años. Claudio Vivas lo hizo debutar en partido oficial contra el Ayacucho F. C., en el Estadio Ciudad de Cumaná el 6 de abril de 2019. Con dieciocho años, diez meses y veintiséis días, siendo uno de los canteranos en debutar en Primera División.En la temporada siguiente sería llamado por el entrenador peruano Manuel Barreto para disputar la Copa Libertadores Sub-20, Liza debutaría en la derrota frente a Academia Puerto Cabello el 15 de febrero de 2020 tras este cotejo disputaría los dos partidos restantes del grupo, la cual tendría su primera victoria internacional con el equipo en el último partido frente a Nacional. Con el primer equipo debutó el 22 de mayo en la Copa Sudamericana ante la Unión Española; sin embargo para el partido de vuelta fue separado por indisciplina. Marcó su primer gol oficial al Universitario de Deportes, en la séptima jornada del campeonato de Liga el 20 de noviembre de 2020. El 12 de diciembre, el Sporting Cristal jugó el partido de vuelta por los Play-offs de la Liga 1 contra el Ayacucho F. C. donde Liza anotó el último gol asegurando el pase de equipo a la final.Este fue, luego de jugarse la final contra Universitario, el primer título de la temporada que ganó con el equipo celeste.
Durante el inicio de 2021, Liza renovó su contrato con el club celeste por dos temporadas. Sin embargo tuvo una discreta participación por la Fase 1. El 6 de mayo debutó en la Copa Libertadores ante Rentistas, partido en el que sufrió una lesión de rodillas. Tras una mala participación hasta mediados de año, Liza jugaría uno de sus mejores partidos en el inicio de la Fase 2 anotando un gol de cabeza y fomentando un penal para su equipo en la victoria ante Cantolao por 4-2. El 27 de julio, Liza ganó su segundo título en el fútbol peruano, la Copa Bicentenario, después de anotar dos goles en la victoria de Cristal por 2-1 ante el Carlos A. Mannucci.  El 14 de julio sería clave en la victoria a domicilio sobre Arsenal de Sarandí por la Copa Sudamericana. Su equipo pasaría a la siguiente ronda del torneo donde sería eliminado por Peñarol en un resultado global de 4-1. El 23 de agosto, anotó un gol sobre el Cusco F. C. 4-1. El siguiente gol lo consiguió el 27 de agosto, en una victoria por 1-0 sobre el F. B. C. Melgar. Días después, el 17 de septiembre marcaría un gol en la victoria sobre la UTC de Cajamarca por 6-1. En el siguiente partido anotaría un gol en la derrota 1-3 frente al Carlos A. Mannucci. Liza reaparecería con una participación magistral, anotando y asistiendo en la victoria frente al Deportivo Binacional por 4-3. En la penúltima jornada de la Fase 2, Liza tendría un buen rendimiento en la victoria 3-1 sobre Alianza Lima; sin embargo, salió adolorido del campo y quedando respaldado para la final nacional, un mes después. Percy Liza disputaría la final frente al Alianza Lima donde obtuvo el subcampeonato con Cristal tras perder con un resultado global por 1-0. Tras una buena temporada recibió el premio al Jugador Revelación y sería elegido en el once ideal de la Liga 1.

#### Temporada y paso por Portugal (2022-2023)
Tras malos resultados durante las primeras fechas ligueras, Liza sería figura partícipe en la victoria 3-2 frente a la UTC de Cajamarca, anotando y asistiendo por la fecha 4 de la Liga 1. Percy jugaría en la victoria por 1-0 ante el Alianza Lima. En el siguiente partido marcaría un gol en el empate ante la Academia Cantolao. El 5 de abril consiguió llegar a los 50 partidos con el club rímense frente al C. R. Flamengo por la Copa Libertadores, cotejo que terminó en derrota. En el siguiente encuentro por la fase de grupos, Liza sería criticado por sus goles fallados frente a la Universidad Católica, además estaría involucrado en el polémico penal que llevaría a la victoria del equipo chileno. Volviendo al torneo local, jugaría en la victoria ante Deportivo Municipal siendo el cotejo con más goles de la temporada. En la fase de grupos de la Copa Libertadores 2022, Liza anotó su primer gol en su 5° aparición en la competencia. En el último partido de la Fase 1 ante el Carlos A. Mannucci anotaría un gol para la victoria de su equipo posicionándolo en el tercer puesto de la tabla.
El 1 de setiembre de 2022, la cuenta oficial del C. S. Marítimo oficializó la llegada de Liza a préstamo por un año y una opción de compra. Percy Liza estaría de para un mes y medio debido a una lesión en su tobillo derecho, generando un bajo nivel futbolístico en su momento. Su debut fue en la derrota 2-1 ante Mafrá por la Copa de Portugal, siendo eliminados en los treintaidosavos de final. Tras malos resultados el técnico portugués, Vasco Seabra se iría despedido del club y entrando en su reemplazo, José Manuel Gomes. A finales de abril de 2023, el club finalizó el préstamo del jugador tras 15 partidos jugados y un gol anotado.

### Regreso a liga nacional (2024-presente)
El elenco trujillano realizó cambios radicales luego de no conseguir cupo a un torneo internacional. La directiva decidió contratar a Franco Navarro, entrenador con experiencia en el campeonato y que vino de ser protagonista con Asociación Deportiva Tarma en dicha temporada. En noviembre de 2023, pasó al Carlos A. Mannucci como agente libre. Hizo su debut el 3 de febrero de 2024, ante el Unión Comercio, ingresando en el 78' por el extremo Jhonny Vidales. Sin embargo, salió expulsado en el tiempo de compensación.A final de temporada descendería de categoría.

## Selección nacional
Con 22 años, Liza apareció por primera vez con la división mayor de Perú, en una victoria 1 a 0 sobre Bolivia el 19 de noviembre de 2022, saliendo como un substituto de Alex Valera en el entretiempo.

## Estadísticas

### Clubes
Actualizado al último partido disputado el 14 de junio de 2025.
| Club                      | Div.          | Temporada     | Liga  | Liga  | Liga   | Copas nacionales | Copas nacionales | Copas nacionales | Internacional | Internacional | Internacional | Total | Total | Total  | Media goleadora |
| Club                      | Div.          | Temporada     | Part. | Goles | Asist. | Part.            | Goles            | Asist.           | Part.         | Goles         | Asist.        | Part. | Goles | Asist. | Media goleadora |
| ------------------------- | ------------- | ------------- | ----- | ----- | ------ | ---------------- | ---------------- | ---------------- | ------------- | ------------- | ------------- | ----- | ----- | ------ | --------------- |
| Sporting Cristal · Perú   | 1.ª           | 2019          | 2     | 0     | 0      | -                | -                | -                | 1             | 0             | 0             | 3     | 0     | 0      | 0               |
| Sporting Cristal · Perú   | 1.ª           | 2020          | 8     | 2     | 1      | -                | -                | -                | 0             | 0             | 0             | 8     | 2     | 1      | 0.25            |
| Sporting Cristal · Perú   | 1.ª           | 2021          | 23    | 6     | 5      | 3                | 2                | 1                | 5             | 0             | 0             | 31    | 8     | 6      | 0.26            |
| Sporting Cristal · Perú   | 1.ª           | 2022          | 19    | 4     | 1      | -                | -                | -                | 5             | 1             | 0             | 24    | 5     | 1      | 0.24            |
| C. S. Marítimo Portugal   | 1.ª           | 2022-23       | 11    | 1     | 1      | 4                | 0                | 0                | -             | -             | -             | 15    | 1     | 1      | 0.07            |
| Sporting Cristal · Perú   | 1.ª           | 2023          | 3     | 0     | 0      | -                | -                | -                | -             | -             | -             | 3     | 0     | 0      | 0               |
| Sporting Cristal · Perú   | Total club    | Total club    | 55    | 12    | 7      | 3                | 2                | 1                | 11            | 1             | 0             | 69    | 15    | 8      | 0.22            |
| Carlos A. Mannucci · Perú | 1.ª           | 2024          | 27    | 1     | 3      | -                | -                | -                | -             | -             | -             | 27    | 1     | 3      | 0.04            |
| Carlos A. Mannucci · Perú | Total club    | Total club    | 27    | 1     | 3      | 0                | 0                | 0                | 0             | 0             | 0             | 27    | 1     | 3      | 0.04            |
| FBC Melgar · Perú         | 1.ª           | 2025          | 11    | 2     | 0      | -                | -                | -                | 10            | 1             | 0             | 21    | 3     | 0      | 0.14            |
| FBC Melgar · Perú         | Total club    | Total club    | 11    | 2     | 0      | 0                | 0                | 0                | 10            | 1             | 0             | 21    | 3     | 0      | 0.14            |
| Total carrera             | Total carrera | Total carrera | 104   | 16    | 11     | 7                | 2                | 1                | 21            | 2             | 0             | 132   | 20    | 12     | 0.15            |
| 1. 2. 3.                  |               |               |       |       |        |                  |                  |                  |               |               |               |       |       |        |                 |

## Palmarés

### Campeonatos nacionales
| Título                    | Club             | País | Año  |
| ------------------------- | ---------------- | ---- | ---- |
| Primera División del Perú | Sporting Cristal | Perú | 2020 |
| Copa Bicentenario         | Sporting Cristal | Perú | 2021 |

### Torneos cortos
| Título          | Club             | País | Año  |
| --------------- | ---------------- | ---- | ---- |
| Torneo Apertura | Sporting Cristal | Perú | 2021 |

### Distinciones individuales
| Distinción                 | Año  |
| -------------------------- | ---- |
| Jugador Revelación en Perú | 2021 |
| Mejor once de la Liga 1    | 2021 |